# 호세 에울로히오 가라테
호세 에울로히오 가라테 오르마에체아(스페인어: José Eulogio Gárate Ormaechea, 1944년 9월 20일, 사란디 ~)는 스페인의 전 축구 선수로, 에이바르, 인다우추, 아틀레티코 마드리드, 그리고 스페인 국가대표팀에서 스트라이커로 활약하였다.

## 클럽 경력
가라테는 아르헨티나의 바스크인 부모 사이에서 나 스페인 에이바르에서 유년을 보냈다. 그는 1960년에 에이바르에 입단하여 축구를 시작하였고, 1965년에 동료인 헤수스 마리아 페레다와 미겔 존스와 함께 인다우추로 이적하였는데, 아틀레틱 빌바오가 그를 주시하는 데에 논란이 야기되었지만, 존스의 경우처럼 아틀레티코 마드리드로 합류하게 되었다. 그는 루이스 아라고네스, 아델라르도, 하비에르 이루레타, 엔리케 코야르, 그리고 호세 우파르테와 함께 1960년대와 1970년대 아틀레티코의 전성기 주역으로 활동하였다. 가라테는 소속 구단이 라 리가를 3번, 코파 델 헤네랄리시모를 2번 들어올리고, 유러피언컵 결승전에 진출하고 인터콘티넨털컵을 우승했다. 그는 뛰어난 골잡이로 1967-68 시즌부터 1969-70 시즌까지 3년 연속으로 피치치의 주인공이 되었으며, 1971-72 시즌과 1975-76 시즌의 코파 델 헤네랄리시모 결승전에서는 승부처가 되는 골을 집어넣었다. 그는 아틀레티코 소속으로 241경기를 출전해 135골을 기록하였다.

## 국가대표팀 경력
가라테는 스페인 국가대표팀 경기에 18번 출전하여 5번 골망을 흔들었다. 그의 첫 국가대표팀 경기는 1967년 10월 22일, 체코슬로바키아와의 경기였고, 마지막 국가대표팀 경기는 1975년 4월 17일 루마니아와의 경기였다. 스페인은 이 당시 단 한번의 유럽 축구 선수권 대회나 월드컵에 단 한 번도 진출하지 모했고, 그에 따라 그는 주요 국제 대회의 결승전은커녕 본선 경기도 치르지 못했다.

### 국가대표팀 득점 기록
| #  | 날짜             | 경기장                              | 상대           | 점수 | 최종결과 | 대회                      |
| -- | ---------------- | ----------------------------------- | -------------- | ---- | -------- | ------------------------- |
| 1. | 1967년 10월 22일 | 스페인 마드리드 산티아고 베르나베우 | 체코슬로바키아 | 2–0  | 2–1      | UEFA 유로 1968 예선전     |
| 2. | 1968년 12월 11일 | 스페인 마드리드 산티아고 베르나베우 | 벨기에         | 1–1  | 1–1      | 1970년 FIFA 월드컵 예선전 |
| 3. | 1969년 10월 15일 | 스페인 라 리네아 호세 안토니오      | 핀란드         | 2–0  | 6–0      | 1970년 FIFA 월드컵 예선전 |
| 4. | 1969년 10월 15일 | 스페인 라 리네아 호세 안토니오      | 핀란드         | 4–0  | 6–0      | 1970년 FIFA 월드컵 예선전 |
| 5. | 1972년 5월 23일  | 스페인 마드리드 비센테 칼데론       | 우루과이       | 2–0  | 2–0      | 국제 친선경기             |

## 경력 통계
출처:
| 클럽 통계 | 클럽 통계           | 클럽 통계 | 리그 | 리그 | 컵           | 컵           | 리그컵                 | 리그컵                 | 대륙 | 대륙 | 합계 | 합계 |
| 시즌      | 클럽                | 리그      | 출장 | 골   | 출장         | 골           | 출장                   | 골                     | 출장 | 골   | 출장 | 골   |
| 스페인    | 스페인              | 스페인    | 리그 | 리그 | 코파 델 레이 | 코파 델 레이 | 수페르코파 데 에스파냐 | 수페르코파 데 에스파냐 | 유럽 | 유럽 | 합계 | 합계 |
| --------- | ------------------- | --------- | ---- | ---- | ------------ | ------------ | ---------------------- | ---------------------- | ---- | ---- | ---- | ---- |
| 1966-67   | 아틀레티코 마드리드 | 라 리가   | 14   | 9    | 0            | 0            | -                      | -                      | 3    | 0    | 17   | 9    |
| 1967-68   | 아틀레티코 마드리드 | 라 리가   | 23   | 8    | 6            | 5            | -                      | -                      | 3    | 5    | 32   | 18   |
| 1968-69   | 아틀레티코 마드리드 | 라 리가   | 20   | 14   | 4            | 1            | -                      | -                      | 2    | 0    | 26   | 15   |
| 1969-70   | 아틀레티코 마드리드 | 라 리가   | 30   | 16   | 4            | 0            | -                      | -                      | -    | -    | 34   | 16   |
| 1970-71   | 아틀레티코 마드리드 | 라 리가   | 28   | 17   | 4            | 3            | -                      | -                      | 6    | 2    | 38   | 22   |
| 1971-72   | 아틀레티코 마드리드 | 라 리가   | 16   | 5    | 7            | 1            | -                      | -                      | 2    | 1    | 25   | 7    |
| 1972-73   | 아틀레티코 마드리드 | 라 리가   | 24   | 5    | 2            | 0            | -                      | -                      | 0    | 0    | 26   | 5    |
| 1973-74   | 아틀레티코 마드리드 | 라 리가   | 29   | 11   | 4            | 1            | -                      | -                      | 10   | 2    | 43   | 14   |
| 1974-75   | 아틀레티코 마드리드 | 라 리가   | 32   | 17   | 6            | 2            | -                      | -                      | 4    | 1    | 42   | 20   |
| 1975-76   | 아틀레티코 마드리드 | 라 리가   | 24   | 7    | 9            | 2            | -                      | -                      | 3    | 1    | 36   | 10   |
| 1976-77   | 아틀레티코 마드리드 | 라 리가   | 1    | 0    | 0            | 0            | -                      | -                      | 0    | 0    | 1    | 0    |
| 합계      | 스페인              | 스페인    | 241  | 109  | 46           | 15           | -                      | -                      | 33   | 12   | 322  | 136  |
| 경력 합계 | 경력 합계           | 경력 합계 | 241  | 109  | 46           | 15           | -                      | -                      | 33   | 12   | 322  | 136  |

## 수상
아틀레티코 마드리드
- 인터콘티넨털컵: 1974
- 라 리가: 1969-70, 1972-73, 1976-77
- 코파 델 헤네랄리시모: 1971-72, 1975-76

개인
- 트로페오 피치치: 1968-69, 1969-70, 1970-71

## 같이 보기
- 해외 출신 스페인 축구 국가대표팀 선수 목록